# 蕭鐸盧斡
萧铎卢斡（1040年—1100年），又作萧铎鲁斡。遼朝（契丹）后期诗人，字撒板，蕭迂魯之弟。
萧铎卢斡三岁失母。长大後，魁伟沉毅，好学、善写文章，有才干。曾三复孔子“时哉”语，作古诗三章见志。当时名士都称其高清雅韵，不减古人。辽道宗时，三十岁开始入仕，为朝野推重，给事北院知圣旨事。当时与林牙萧岩寿关系好，大康二年（1076年），因太子耶律濬、萧岩寿被枢密使耶律乙辛诬陷，萧铎卢斡受株连，特恩免死，禁锢终身，谪戍西北部。在边十余年，至耶律濬昭雪，始归乡里。屏谢人事，以诗自娱。天祚帝乾统初年，追赠彰义军节度使。